# し・の・び・愛
「し・の・び・愛」（しのびあい）は、1985年9月11日に発売された柏原芳恵の23枚目のシングル。

## 概要
作詞・作曲は、THE ALFEEのメンバーである高見沢俊彦が担当した。元々は高見知佳が1979年11月に発売したシングル「セザンヌの絵」のB面曲「しのび逢い(Don't Leave Me Alone)」のカバーであるが、題名と歌詞の一部が変更されている。不倫をテーマにした楽曲であるが、当時の柏原はまだ19歳であった。
オリコンチャートでは最高位は9位、シングル売り上げは約8万枚。また日本テレビ系『ザ・トップテン』では、1週目9位、2週目9位、3週目10位、4週目8位と、4週間ランクインした。
本楽曲で柏原は、1985年末の『第36回NHK紅白歌合戦』に、1983年の第34回以来、2年ぶり2回目の返り咲きを果たした。なお、柏原の『紅白歌合戦』への出場はこの36回が最後となっている。

## 収録曲
- 全曲作詞・作曲・高見沢俊彦／編曲：船山基紀

1. し・の・び・愛 (3分42秒)
2. ハリウッド・ロマンス (4分5秒)